# Tre digte af Nils Collett Vogt
Tre digte af Nils Collett Vogt  is een verzameling liederen van Eyvind Alnæs. Alnæs schreef opnieuw toonzettingen onder gedichten van Nils Collett Vogt, nadat hij in zijn vorige werk Fire sange til tekster af Nils Collett Vogt og Herman Wildenvey diens teksten ook al had gebruikt. De liederen werden uitgegeven door Edition Wilhelm Hansen
De drie liederen zijn getiteld:
1. Sne
2. Ruten
3. Kjolen (de jurk)